# Abdullah Al Shamali
Abdullah Al Shamali (Kuwait City, 18 gennaio 1988) è un calciatore kuwaitiano, centrocampista dell'Al-Arabi.

## Carriera

### Club
Nel 2007 firma un contratto con l'Al-Arabi.

### Nazionale
Ha debuttato in Nazionale il 28 settembre 2010, in Giordania-Kuwait (2-2). Ha partecipato, con la Nazionale, alla Coppa d'Asia 2011. Ha collezionato in totale, con la maglia della Nazionale, 8 presenze.